# Hechtschlagen
Hechtschlagen, auch Hechtklopfen genannt (pl.: Hechteschlagen oder Hechteklopfen) ist die Erbeutung von Hechten durch Erschlagen mit einem schweren Gegenstand. Diese Technik setzt voraus, dass die Tiere im flachen Wasser oder unter Blankeis stehen.

## Hechtschlagen im Winter
Voraussetzung für das Hechtschlagen im Winter ist durchsichtiges Blankeis. Anders als viele andere Süßwasserfische ziehen sich Hechte im Winter nicht in tiefes Wasser zurück. Sie stehen vielmehr in einer Art Winterruhe im flachen Wasser, etwa am seewärtigen Rand eines Schilfgürtels. Die zum Hechtschlagen verwendeten Werkzeuge sind eine große Axt mit einem kräftigen Stiel, zusätzlich kann auch ein großes Rundholz oder ein ähnlicher, schwerer Gegenstand zum Einsatz kommen.
Hat der Fischer einen Hecht unter dem Eis aufgespürt, der dort in einiger Tiefe verharrt, stellt er sich vorsichtig über ihn. Es erfolgt ein sehr kräftiger Schlag mit dem Stiel der Axt oder dem Rundholz unmittelbar über dem Hecht auf das Eis. Dies erzeugt eine Stoßwelle, die den Fisch kurzzeitig betäubt. Er treibt hierdurch bis zur Unterseite des Eises auf. Bevor sich das Tier wieder erholt, muss das Eis durch schnelle Schläge mit der Axt geöffnet, der Hecht auf die Eisdecke gehoben und anschließend getötet werden.

## Hechtschlagen im Frühling
Hechtweibchen suchen im Frühjahr zum Laichen flache Wasserstellen oder überschwemmte Wiesen auf. Hier ist es ein Leichtes, sie von einem Boot aus oder in Gummistiefeln mit einem Speer aufzuspießen oder mit einem Knüppel zu erschlagen.

## Vorkommen
Hechtschlagen ist eine archaische Technik, die unter Anglern, Fischern und der Landbevölkerung in seenreichen Gebieten bekannt ist. In früheren Zeiten wurde das Hechtschlagen aus Gründen des einfachen Nahrungserwerbs angewandt. Zeitweise war es verboten.

## Bewertung und Verbreitung
Das Hechtschlagen wird von Sportanglern als unsportlich abgelehnt. Unter dem Gesichtspunkt des Tierschutzes sind die dargestellten Techniken zumindest fragwürdig.
Für die Fangpraxis des Hechtschlagens gilt u. a. die preußische Provinz Brandenburg als belegt.